# Adolf Hantzsch

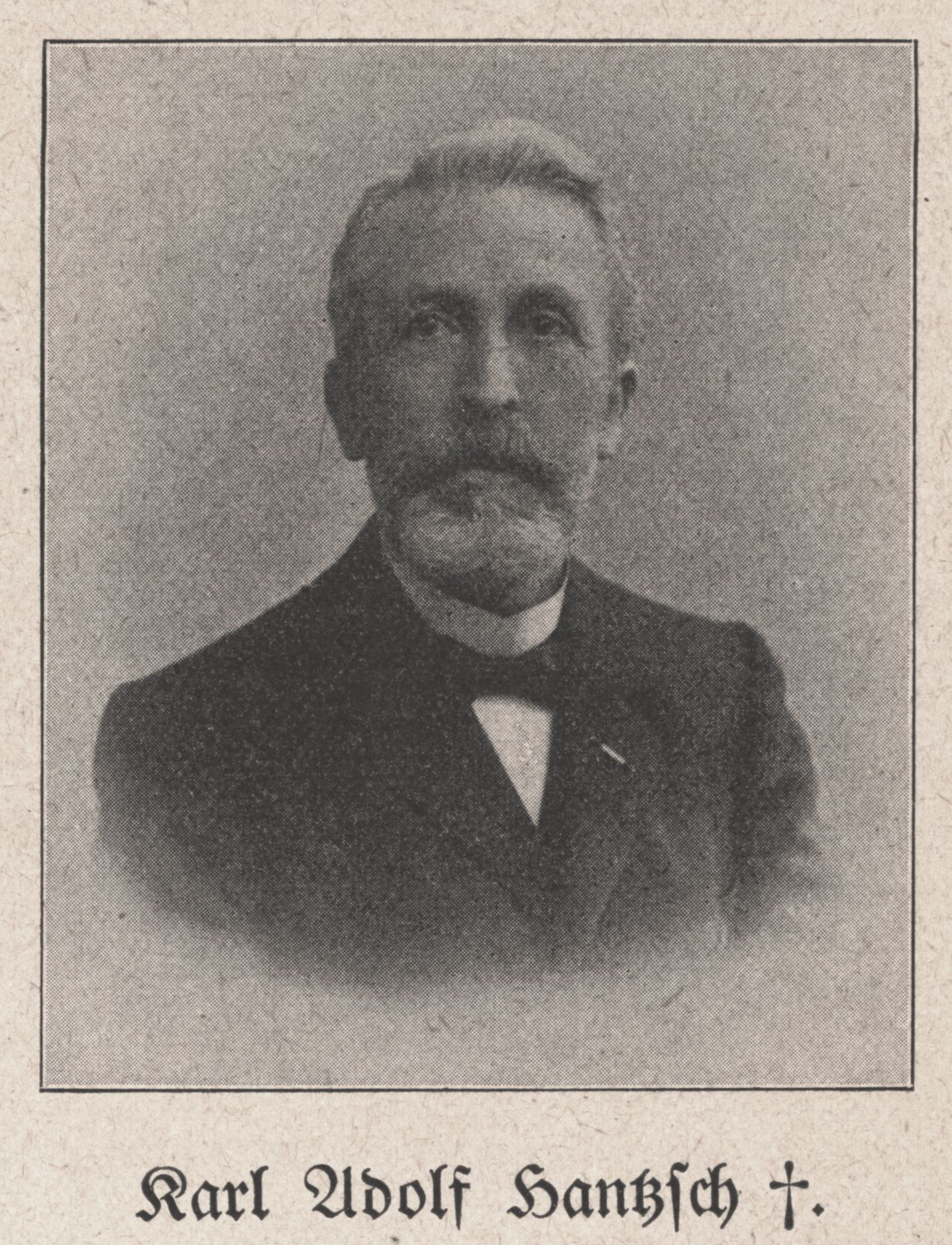
Adolf Hantzsch

Karl Adolf Hantzsch (* 17. Juni 1841 in Dresden; † 19. Mai 1920 ebenda) war ein sächsischer Lehrer und Heimatforscher, dessen Interesse vor allem der Dresdner Stadtgeschichtsforschung galt.

## Familie
Hantzsch war der Sohn des Korbmachermeisters Johann Traugott Hantzsch († 1864) und dessen 1849 verstorbenen Frau. Er heiratete 1867 Emma Jenke (1842–1889). Aus der Ehe gingen drei Söhne, der Geograph und Historiker Viktor Hantzsch (1868–1910), der Bauamtmann Hermann Hantzsch (1870–1945) sowie der Ornithologe und Polarforscher Bernhard Hantzsch (1875–1911), und eine Tochter, Bertha Hantzsch (1873–1924), hervor. Nach dem Tod seiner ersten Frau heiratete Adolf Hantzsch 1890 Gertrud Dittrich.

## Leben
Nach einer Ausbildung zum Lehrer am Friedrichstädter Seminar in Dresden von 1857 bis 1861 war Hantzsch als Hilfslehrer in Niederhermsdorf und ab Oktober 1862 als Lehrer an der Sechsten Bezirksschule in Dresden tätig. Von 1877 bis 1894 folgte eine Anstellung an der Zweiten Bezirksschule in Dresden. 1894 wurde er Oberlehrer und Stellvertreter des Schuldirektors an der Ersten Dresdner Bürgerschule; diese Ämter hatte er bis zu seiner Pensionierung 1902 inne.

## Wirken
1869 war Adolf Hantzsch Gründungsmitglied des Vereins für Geschichte Dresdens. Er war langjähriges Vorstandsmitglied (1919 Ehrenmitgliedschaft) und veröffentlichte vor allem in den Mitteilungen des Vereins für Geschichte Dresdens zahlreiche Beiträge zu unterschiedlichen Themen der Dresdner Stadtgeschichtsforschung. Seine umfangreichsten Arbeiten sind das Namenbuch der Straßen und Plätze Dresdens (1905) und Hervorragende Persönlichkeiten in Dresden und ihre Wohnungen (1918).
Neben der Geschichtsforschung und dem Lehrerberuf widmete Hantzsch sich der Tätigkeit in verschiedenen Wohltätigkeitsvereinen, darunter der Sächsische Pestalozziverein, die Lehrlingsfürsorge des Vereins für Innere Mission und der Verein gegen Armennot und Bettelei.
Sein Nachlass befindet sich in der Sächsische Landesbibliothek – Staats- und Universitätsbibliothek Dresden (SLUB).
Die Hantzschstraße in Dresden ist nach ihm und seinen Söhnen Viktor und Bernhard Hantzsch benannt.

## Werke (Auswahl)
- Adolf Hantzsch: Geschichte der Neustädter Realschule in Dresden. Schilling, Dresden 1875. Schriftenreihe: Mitteilungen des Vereins für Geschichte und Topographie Dresdens und seiner Umgebung, 2.
- Adolf Hantzsch: Geschichte des Dorfes Plauen bei Dresden. Dresden, 1880. Schriftenreihe: Mitteilungen des Vereins für Geschichte und Topographie Dresdens und seiner Umgebung, 3.
- Adolf Hantzsch: Namenbuch der Straßen und Plätze Dresdens. Baensch, Dresden 1905. Schriftenreihe Mitteilungen des Vereins für Geschichte Dresdens, 17/18 (Digitalisat).
- Adolf Hantzsch: Hervorragende Persönlichkeiten in Dresden und ihre Wohnungen. Lehmann, Dresden 1918. Schriftenreihe Mitteilungen des Vereins für Geschichte Dresdens, 25 (Digitalisat).